# 英戈尔施塔特

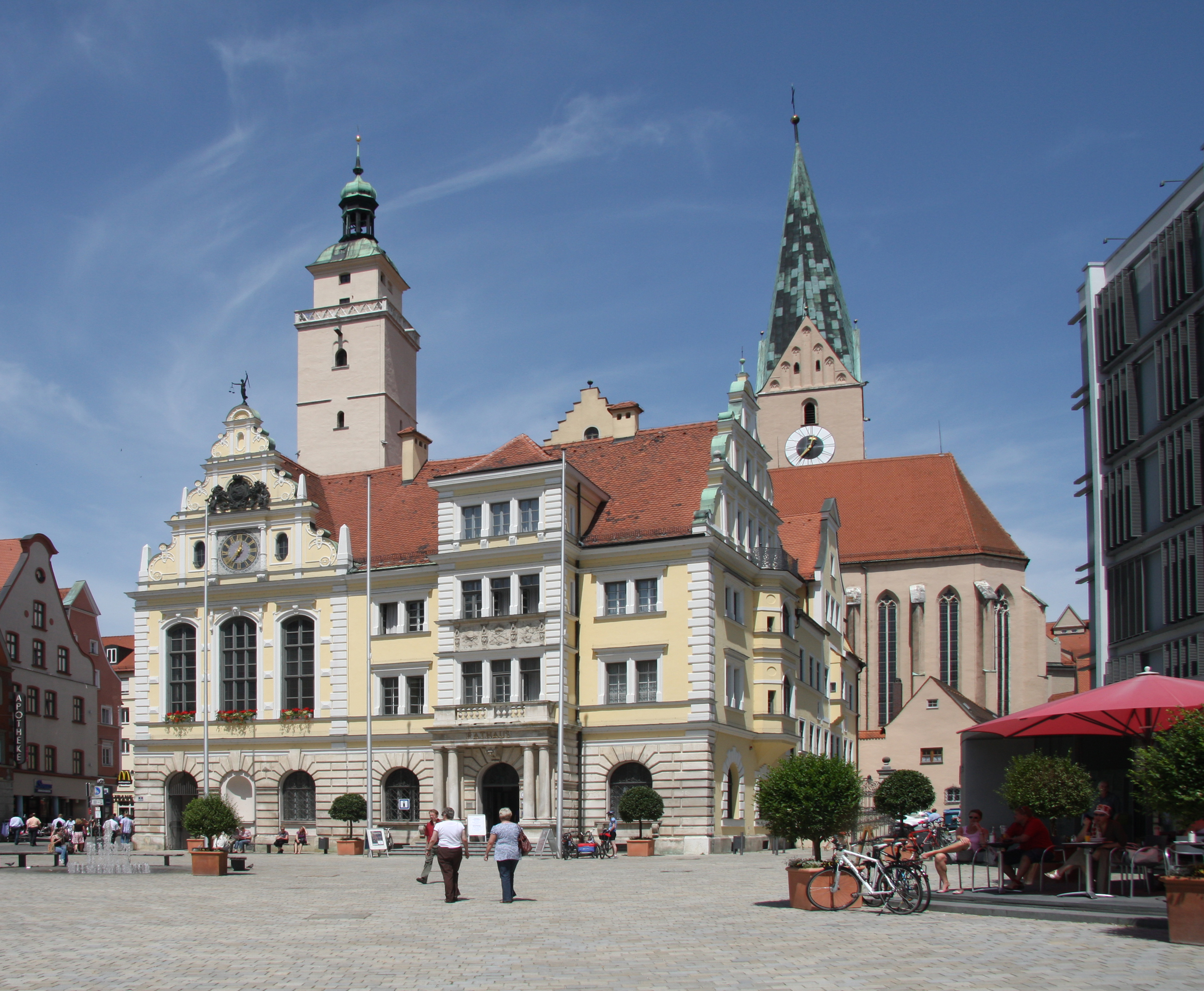
英戈尔施塔特市政廳

英戈尔施塔特（德語：[ˈɪŋɡɔlˌʃtat] ⓘ；巴伐利亞語：[ˈɪŋl̩ʃtɔːd]），又譯因戈尔施塔特，台灣曾簡譯為「英歌城」、「印格士」，是德国巴伐利亚州的一座非县辖城市，位于多瑙河沿岸，人口約13萬，列巴伐利亚州第六位。
德国汽车制造商奥迪的总部设在英戈尔施塔特。2006年5月，从慕尼黑经英戈尔施塔特到纽伦堡的高速铁路通车。

## 歷史
英戈尔施塔特要到中世紀才有文字記載，當時已是城鎮一個。至1250年，獲得了自治市之地位。
1945年起奧迪汽車前身Auto Union遷移至英戈尔施塔特，其後演變成今日奧迪汽車。

## 教育
艾希施泰滕-英戈尔施塔特天主教大学的管理學院（WFI – Ingolstadt School of Management）位於此地，它是德國較好的商學院之一。
1994年成立的因戈爾施塔特應用科學大學（Technische Hochschule Ingolstadt）學生人數超過五千，是當地最大的教育機構。
中世紀大學英戈尔施塔特大学原來位於此地，但1800年由於嚴重的財政虧空，被馬克西米利安一世關閉。

## 著名人物
- 亞當·魏薩普：哲學家

## 友好城市
- 英国蘇格蘭柯科迪
- 法國格拉斯
- 義大利卡拉拉
- 斯洛文尼亞穆爾斯卡索博塔
- 塞爾維亞克拉古耶瓦茨
- 土耳其馬尼薩
- 波蘭奥波莱
- 俄羅斯莫斯科